# Goldie
Goldie, pseudonimo di Clifford Joseph Price (Walsall, 28 dicembre 1965), è un disc jockey, musicista e attore britannico.

## Discografia parziale

### Album in studio
- 1995 - Timeless
- 1998 - Saturnzreturn
- 1999 - Ring of Saturn
- 2005 - MDZ05
- 2007 - Malice in Wonderland
- 2009 - Memoirs of an Afterlife

### Colonne sonore
- 2008 - Sine Tempus - The Soundtrack

## Filmografia parziale
- Everybody Loves Sunshine, regia di Andrew Goth (1999)
- Il mondo non basta (The World Is Not Enough), regia di Michael Apted (1999)
- Snatch - Lo strappo (Snatch), regia di Guy Ritchie (2000)